# Hoher Wahlausschuss

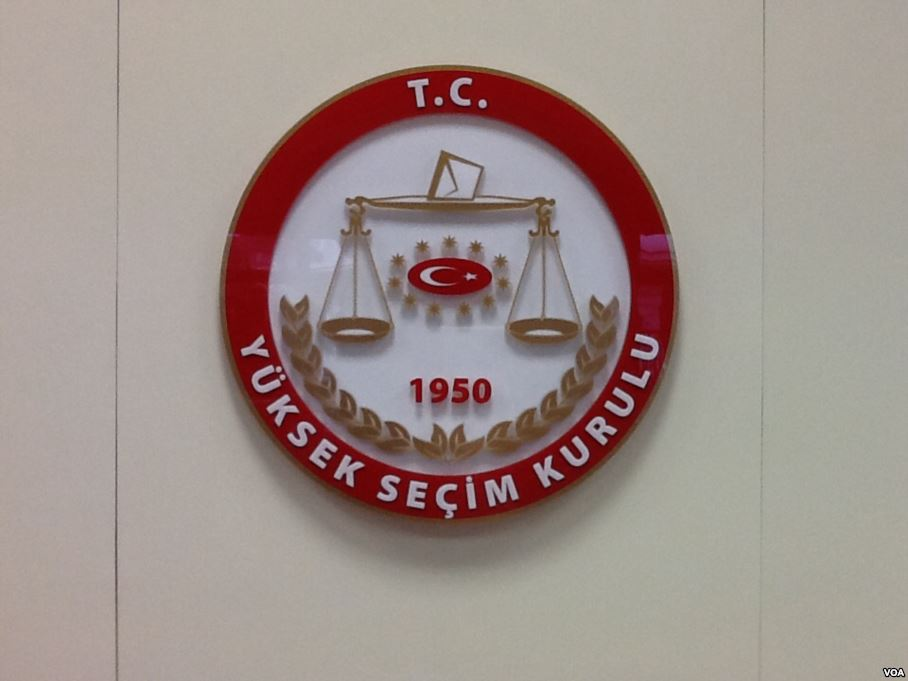
Logo der Behörde bei den Kommunalwahlen 2014

Der Hohe Wahlausschuss (türkisch Yüksek Seçim Kurulu, kurz YSK) ist die höchste Wahlbehörde in der Türkei.

## Geschichte
Mit dem Gesetz Nr. 5545 vom 16. Februar 1950 richtete die Große Nationalversammlung der Türkei den Hohen Wahlausschuss mit Sitz in Ankara ein, um die erste wirklich demokratische und freie Parlamentswahl seit Gründung der Republik am 14. Mai 1950 durchzuführen.
Nach dem Militärputsch von 1960 wurde dieses Gesetz am 29. April 1961 aufgehoben und in das Gesetz über grundlegende Bestimmungen über Wahlen und Wählerregister (Gesetz Nr. 298) überführt. Der Hohe Wahlausschuss wurde außerdem in die Verfassung aufgenommen. In der Folgezeit wurden die Gesetze immer wieder angepasst und die Modi für die Auswahl und die Ernennung der Mitglieder verändert. Zuletzt war dies 2017 der Fall.

## Zusammensetzung
Der Hohe Wahlausschuss besteht aus einem Präsidenten (Başkan), sechs Mitgliedern und vier stellvertretenden Mitgliedern. Diese setzen sich aus sechs Richtern des Kassationshofes und fünf Mitgliedern des  Staatsrates zusammen. Die vier stellvertretenden Mitglieder werden per Los bestimmt.
Präsident des Hohen Wahlausschusses ist Ahmet Yener. Sein Stellvertreter ist Ekrem Özübek.

## Anträge und Entscheidungen

### 2017: Verfassungsreferendum
Beim Verfassungsreferendum 2017 kritisierten Opposition und Wahlbeobachter der Organisation für Sicherheit und Zusammenarbeit in Europa den Ausschuss, weil am Tag der Volksabstimmung umgestempelte (und somit nach Art. 101 Abs. 1 Nr. 3 des Gesetzes Nr. 298 nicht gültige) Stimmen und Wahlumschläge für gültig erklärt worden waren. Die säkulare Republikanische Volkspartei (CHP) sprach von 2,5 Millionen Ja-Stimmen, was das Endergebnis (mit etwa 5 %) zugunsten der Änderungen bewirkt haben könnte. Die CHP und die HDP beantragten beim Wahlausschuss die Annullierung des Volksentscheids, der Wahlausschuss wies die Anträge ab. Die CHP kündigte daraufhin an, sich an den Staatsrat zu wenden. Das höchste Verwaltungsgericht erklärte sich für nicht zuständig.

### 2019: Annullierung der Oberbürgermeisterwahl in Istanbul
Ekrem İmamoğlu von der Republikanischen Volkspartei (CHP) gewann die Wahl zum Oberbürgermeister von Istanbul am 31. März mit einem Vorsprung von rund 24.000 Stimmen vor dem früheren Ministerpräsident Binali Yildirim (AKP). Istanbul war zuvor 25 Jahre lang von islamisch-konservativen Bürgermeistern regiert worden, darunter auch dem AKP-Politiker und späteren Präsidenten Recep Tayyip Erdoğan. Am 6. Mai 2019 annullierte der Hohe Wahlausschuss auf Betreiben der AKP das Wahlergebnis in Istanbul wegen vermuteter Regelwidrigkeiten.
Sieben Mitglieder des Hohen Wahlausschusses stimmten für die Neuwahl, vier dagegen. Politiker aus dem In- und Ausland kritisierten die Entscheidung. İmamoğlu bezeichnete die Entscheidung des Ausschusses als „Verrat“. Im Ausland wurde die Entscheidung im Allgemeinen als „Ergebnis von Druck der Regierungsspitze gewertet“.
In einer Analyse in der Wochenzeitung Die Zeit schreibt Hasan Gökkaya hierzu: „Recep Tayyip Erdoğan hat es geschafft. Die türkische Wahlbehörde hat auf Drängen seiner AKP die Bürgermeisterschaftswahl in Istanbul annulliert und eine Neuwahl angesetzt... Offiziell ist die Wahlbehörde unabhängig. Eine echte Erklärung dafür, warum sie die Bürgermeisterwahl in Istanbul annulliert hat, hielt sie am Montagabend nicht für notwendig. Bezeichnend war, dass nicht der Vorsitzende der Wahlkommission die Entscheidung verkündete, sondern ein AKP-Vertreter. Erdoğan hatte zuvor nur vage von Manipulationen durch die Opposition gesprochen – wie, wann und wo es konkret dazu gekommen sein soll, bleibt unklar. Derzeit muss davon ausgegangen werden, dass die Wahlbehörde nicht neutral entschieden hat.“
Sadi Güven selbst hält als langjähriger Präsident des Hohen Wahlausschusses in einer persönlichen Stellungnahme „die Annullierung der Bürgermeisterwahl in Istanbul für unzureichend begründet. Er selbst habe deshalb dagegen gestimmt“.

### 2019: Antrag auf Annullierung der Präsidentschafts- und Parlamentswahl 2018
Nach der Annullierung der Oberbürgermeisterwahl in Istanbul im Mai 2019 auf Beschwerde der AKP beantragte die CHP im Gegenzug beim Wahlausschuss, die Präsidentschaftswahl in der Türkei 2018 und die vorgezogene
Parlamentswahl in der Türkei 2018 zu annullieren. Beide Abstimmungen waren am 24. Juni 2018 durchgeführt worden. Die CHP beruft sich darauf, dass bei den Wahlen 2018 die Wahlhelfer nach demselben Modus nominiert worden waren wie bei der Wahl 2019 in Istanbul. Bei der Oberbürgermeisterwahl hatte die AKP Unregelmäßigkeiten bei der Bildung der Wahlgremien angeführt; ein AKP-Vertreter des Ausschusses hatte begründet, dass in manchen Wahllokalen regelwidrig Helfer eingesetzt gewesen seien, die nicht Bedienstete des Staates seien. Die CHP beantragte außerdem, das Kommunalwahlergebnis vom März 2019 in den 39 Bezirken Istanbuls für ungültig zu erklären.
Die Hohe Wahlbehörde lehnte diesen Antrag einstimmig ab. Die Wochenzeitung Zeit schrieb dazu: „Zur Begründung ihrer Entscheidung für eine Neuwahl in Istanbul hatte die Wahlbehörde angegeben, nicht alle Helfer an den Wahlurnen seien Staatsbedienstete gewesen – so wie es die Vorschriften vorsähen. Nach Angaben der Opposition sind die Helfer bei den anderen Wahlen aber in derselben Weise nominiert worden wie bei der annullierten Bürgermeisterwahl.“